# John Hendley Barnhart
John Hendley Barnhart (né le 4 octobre 1871 à Brooklyn (New York) et mort le 11 novembre 1949 à Southampton (État de New York)) est un botaniste et écrivain américain, spécialiste de la biographie des botanistes.

## Biographie
Barnhart est membre, depuis 1891, du Torrey Botanical Club dont il devient président en 1937. Il obtient son Bachelor of Arts en biologie à l'université Wesleyenne en 1893 puis, la même année, son master et en 1896 son doctorat de l'université Columbia. Il est nommé éditeur adjoint du journal du New York Botanical Garden (NYBG) en 1903. Il travaille aussi à l'édition du North American flora, une autre publication du NYBG, dans cet ouvrage, il est un ardent défenseur de l'American code of nomenclature. Barnhart  est nommé bibliothécaire du NYBG, en 1907, après le départ à la retraite d'Anna Murray Vail. Il se marie et construit une résidence d'hiver en Floride, où il entreprend une importante collection botanique. Il revient dans le nord en 1914 et vit à Tarrytown, puis s'installe dans le Bronx. En septembre 1919, il dénonce dans le Journal of the New York Botanical Garden une liste de 14 biographies, de botanistes fictifs, publiées dans l’Appletons' Cyclopædia of American Biography:

« It is difficult to believe that, in this day of enlightenment, standard works of reference should contain purely fictitious accounts  of scientists who, if they ever existed, certainly never did nor wrote those deeds and writings with which they are credited... »

— John Hendley Barnhart
Que l'on peut traduire par :

« Il est difficile de croire qu'en ces jours de savoir, des ouvrages de référence puissent contenir les biographies purement fictives de scientifiques qui, s'ils ont jamais existé, n'ont certes jamais fait ni écrit ce que l'on porte à leur crédit... »

Il cite ensuite les biographies de Giuseppe Igolino, Gustav Herman Kehr, Lorenz Wenceslas Kerckhove, Oläus Kjoeping, Alexander Daniel Koehler, Frederic August Lotter, Édouard Louis Mortier, Friedrich Wilhelm Nascher, Isidore Charles Sigismond Neé, Stanislas Henri de la Ramée, Édouard Sylvie, Gaston Louis Thibaudin, Jacques du Vivier et Charles Louis Auguste Wallerton.